# 桐ケ丘 (東京都北区)
桐ケ丘（きりがおか）は、日本の東京都北区の町名。現行行政地名は桐ケ丘一丁目及び桐ケ丘二丁目。住居表示実施済区域。

## 地理
北区の北西部に位置し、北は赤羽北、東は赤羽台、南は赤羽西、西は板橋区小豆沢と接している。
桐ケ丘の大半に都営住宅が建設されており、「マンモス団地」の様相を呈している。なお、周辺地域には都営桐ケ丘赤羽台アパート（赤羽台四丁目）、都営赤羽西五丁目アパート（赤羽西五丁目）、都営赤羽北三丁目アパート（赤羽北三丁目）といった住宅団地・集合住宅が多数林立していることから、桐ケ丘を含む周辺地域一帯を「マンモス団地群」としてみることもできる。
南部が一丁目、北部が二丁目であるが、一般的には都営桐ケ丘アパートの建物名の表記（後述）から、「E地区」「W地区」（以上一丁目）、「N地区」（二丁目）の3地区に大別されることが多い。
都営桐ケ丘団地再生計画（後述）の進行により、建物名に「E」や「W」が付かない棟が増えてきたことにより、最近では「E地区」を「東地区」、「W地区」を「西地区」ということが多くなってきている。
なお、N地区については、今のところすべての都営住宅の建物名に「N」が付いているため、あえて「北地区」といわれることはない。
二丁目は一丁目と比較して傾斜地である。
北区は、区内を赤羽地区、王子地区、滝野川地区の3地区に分けて行政施策をおこなうことが多いが、この場合、桐ケ丘は赤羽地区に分類される。
1丁目は65歳以上の高齢者の人口が、2020年に実施された国勢調査で58.9%であることが明らかとなり、限界集落となった。
警視庁赤羽警察署・赤羽消防署・赤羽郵便局の管轄にあたる。

## 歴史
現在の桐ケ丘にあたるエリアは1871年（明治4年）11月に浦和県（現埼玉県）から東京府北豊島郡に編入された。1889年に岩淵町の一部となり、1932年に東京市王子区（現・東京都北区）の一部分となった。1964年に住所表示を実施し、赤羽町と袋町の一部をもって桐ケ丘1～2丁目が成立した。

## 世帯数と人口
2023年（令和5年）1月1日現在（東京都発表）の世帯数と人口は以下の通りである。
| 丁目         | 世帯数    | 人口    |
| ------------ | --------- | ------- |
| 桐ケ丘一丁目 | 2,333世帯 | 3,891人 |
| 桐ケ丘二丁目 | 544世帯   | 861人   |
| 計           | 2,877世帯 | 4,752人 |

### 人口の変遷
国勢調査による人口の推移。
| 年                 | 人口   |
| ------------------ | ------ |
| 1995年（平成7年）  | 10,605 |
| 2000年（平成12年） | 7,982  |
| 2005年（平成17年） | 7,183  |
| 2010年（平成22年） | 7,175  |
| 2015年（平成27年） | 6,218  |
| 2020年（令和2年）  | 5,027  |

### 世帯数の変遷
国勢調査による世帯数の推移。
| 年                 | 世帯数 |
| ------------------ | ------ |
| 1995年（平成7年）  | 4,690  |
| 2000年（平成12年） | 3,843  |
| 2005年（平成17年） | 3,567  |
| 2010年（平成22年） | 3,643  |
| 2015年（平成27年） | 3,337  |
| 2020年（令和2年）  | 2,720  |

## 学区
区立小・中学校に通う場合、学区は以下の通りとなる（2023年10月時点）。
| 丁目         | 番地    | 小学校               | 中学校             |
| ------------ | ------- | -------------------- | ------------------ |
| 桐ケ丘一丁目 | 全域    | 北区立桐ケ丘郷小学校 | 北区立桐ケ丘中学校 |
| 桐ケ丘二丁目 | 1〜5番  | 北区立八幡小学校     | 北区立桐ケ丘中学校 |
| 桐ケ丘二丁目 | 6〜18番 | 北区立袋小学校       | 北区立桐ケ丘中学校 |

## 事業所
2021年（令和3年）現在の経済センサス調査による事業所数と従業員数は以下の通りである。
| 丁目         | 事業所数 | 従業員数 |
| ------------ | -------- | -------- |
| 桐ケ丘一丁目 | 49事業所 | 831人    |
| 桐ケ丘二丁目 | 22事業所 | 218人    |
| 計           | 71事業所 | 1,049人  |

### 事業者数の変遷
経済センサスによる事業所数の推移。
| 年                 | 事業者数 |
| ------------------ | -------- |
| 2016年（平成28年） | 67       |
| 2021年（令和3年）  | 71       |

### 従業員数の変遷
経済センサスによる従業員数の推移。
| 年                 | 従業員数 |
| ------------------ | -------- |
| 2016年（平成28年） | 740      |
| 2021年（令和3年）  | 1,049    |

## 交通

### 鉄道
地域内に駅は存在しない。JR東日本の赤羽駅と北赤羽駅、東京都交通局の本蓮沼駅と志村坂上駅が徒歩20分ほどのところに存在する。1970年代には東京都市高速鉄道第7号線（後の東京メトロ南北線）・西が丘車両基地への引き込み線途上にある桐ケ丘付近に駅を設ける計画が存在したが、住民による反対運動の結果、車両基地建設が取りやめになったため駅が作られなかった。

### バス
赤羽駅西口を発着点とする国際興業バスの路線が桐ケ丘をカバーしている。多くの路線が早朝から深夜まで頻繁に運転されており、路線バスの利便性は比較的良好である。運賃は、深夜バスを除いて大人220円均一である。

#### バス停
以下のバス停はその両方向または片方向が桐ケ丘にある。
- 赤羽都営住宅
- 赤羽郷
- 赤羽西六丁目
- 八幡小学校北
- 体育館（北区桐ケ丘）
- 桐ヶ丘一丁目
- 桐ヶ丘二丁目
- 北団地

#### バス路線
多数の路線が桐ケ丘を経由するが、往路と復路で運行経路が異なり、どちらか一方しか桐ケ丘を経由しない路線があることと、すべての路線が前述のバス停を通るわけではないので、路線バスの利用にあたっては注意が必要である。
- 赤羽駅～王子駅線（赤50）　※王23は桐ケ丘を経由しない。
- 赤羽駅～池袋駅線（赤51、赤57、赤57-2）　※赤97は桐ケ丘を経由しない。
- 赤羽駅～蓮沼循環線（赤52）　※赤52-2は桐ケ丘を経由しない。
- 赤羽駅～ときわ台駅線（赤53、赤93）
- 赤羽駅～桐ヶ丘循環線（赤54、赤54-1、赤96、赤54-2）
- 赤羽駅～西が丘・赤羽車庫線（赤55、赤80、赤80-2）　※赤80の一部と赤95は桐ケ丘を経由しない。

※以上については国際興業バス赤羽営業所 現行路線参照（なお、赤57については同池袋営業所 現行路線も参照）。
- 赤羽駅～高島平操車場線（赤56、赤56-2、赤56-3、赤73）

※以上については同志村営業所 現行路線参照。

### 道路
- 東京都道445号常盤台赤羽線

## 都営桐ケ丘団地
桐ケ丘には「都営桐ケ丘アパート」と「都営桐ケ丘一丁目アパート」という2種類の都営住宅がある。
「都営桐ケ丘団地」と言う場合、桐ケ丘に存在する都営住宅群だけを指す場合は少なく、赤羽台三丁目にある1棟＝都営桐ケ丘アパートE45号館、赤羽北三丁目にある4棟＝都営桐ケ丘アパートN55号館～N58号館、赤羽台四丁目にある3棟＝都営桐ケ丘赤羽台アパート1号棟～3号棟を含めることが多い。

### 都営桐ケ丘アパート
旧陸軍赤羽火薬庫などの跡地に、1954年度（昭和29年度）から1976年度（昭和51年度）という長期間にわたり建設された。敷地面積45.9ヘクタール。建て替え工事開始前は、総戸数5,020戸、146棟であった。
建て替えにより、総戸数は2661戸（2009年12月現在、東京都都市整備局ウェブによる）。

#### 特徴
建物は、ボックス型のポイントハウスである14階建てのE47号館以外はすべて5階建て以下である。ほとんどの棟にエレベーターはない。
フロアの端から端までを移動することのできる廊下を備えた棟（居住者は「横階段方式」と呼んでいる）や、1号室と2号室の間、3号室と4号室の間というように2戸ごとに階段がある棟（同じく「縦階段方式」と呼んでいる）、重層方式（メゾネット方式）、1階が店舗や医療機関等で2階以上が住居となっている棟、1階が車椅子住宅になっている棟など様々な形態の棟がある。

#### 建物名の表記等
都営桐ケ丘アパートの各棟は、地域を表すアルファベットと数字の組み合わせで表されている（例：E1号館）。
- 桐ケ丘一丁目東側の棟群と赤羽台三丁目にある1棟には、east＝イーストの頭文字である「E」が付いている。

既に解体された棟も含めて、E1号館～E47号館が存在(E16とE28はA館とB館が存在)。合計49棟。
- 桐ケ丘一丁目西側の棟群には、west＝ウエストの頭文字である「W」が付いている。

既に解体された棟も含めて、W1号館～W38号館が存在(W20とW22はA館とB館が存在。W34号館は存在しなかった)。合計39棟。
- 桐ケ丘二丁目の棟群と赤羽北三丁目にある4棟にはnorth＝ノースの頭文字である「N」が付いている。

N1号館～N58号館が存在。合計58棟ですべてが現存。

### 都営桐ケ丘一丁目アパート
都営桐ケ丘団地再生計画（後述）によって建て替えられた桐ケ丘一丁目の棟は、都営桐ケ丘一丁目アパートと称している。総戸数は1496戸（2009年12月現在、東京都都市整備局ウェブによる）。

#### 特徴
建物は4～19階建てですべての棟にエレベータが備えられている。
都営桐ケ丘アパートにあった「縦階段方式」や「重層方式」（メゾネット方式）はない。1階が保育園、児童館、介護関連施設で2階以上が住居となっている棟、1階の一部が車椅子住宅になっている棟、一部がシルバーピアになっている棟もある。

#### 建物名の表記等
都営桐ケ丘一丁目アパートの各棟には、都営桐ケ丘アパートと異なり、地域を示すアルファベットは付かず数字のみで表されている。
都営桐ケ丘アパートでは「号館」と称していたが、都営桐ケ丘一丁目アパートは「号棟」と称している（例：2号棟）。
現在、東地区（E地区）には2～3号棟と5～11号棟、西地区（W地区）には27号棟、33号棟～44号棟が完成し、入居が始まっている。

### 都営桐ケ丘団地再生計画

#### 概要と課題
都営桐ケ丘団地では、1997年度から2020年度までの24か年におよぶ都営桐ケ丘団地再生計画がすすめられている。
この計画が進行中であった1999年に就任した石原慎太郎東京都知事の下、計画の縮小と先送りがおこなわれており、工事は遅れ気味である。
前期計画の中で建設される予定であった1号棟が未だ建設されていないのも計画の縮小によるものである。
1号棟は都民住宅として建設され、1階には現在都営桐ケ丘アパートE45号館1階で営業・診療をおこなっているコープとうきょう桐ヶ丘店と桐ヶ丘団地診療所も移転する計画で設計も終了していた。これらの施設について、移転先の見通しがいつまでもあきらかにされないことから、両者の関係者の中に不安がひろがっており、東京都などに対する要請行動がおこなわれている。
なお、1号棟建設予定地とされていた都営桐ケ丘アパートE7号館跡地は、現在ねぎり土保管場となっている。

#### 前期計画
1997年度から2008年度までの12か年を3期に分けて、建て替え工事と改善工事がおこなわれた。
建て替え工事では、桐ケ丘一丁目にあった桐ケ丘アパートのおよそ半分の棟と赤羽台四丁目の桐ケ丘赤羽台アパートについておこなわれた。
このなかで、北区立の特別養護老人ホーム やまぶき荘が新設され、桐ケ丘保育園、桐ケ丘児童館、桐ヶ丘デイホームの建て替えもおこなわれた。
改善工事は、主に桐ケ丘二丁目の桐ケ丘アパートについて、浴室の無かった棟に浴室を増設したり、2DKを3DKへと増築したり、3世帯分の住居スペースを2世帯分の住居スペースとするなどの工事がおこなわれた。

#### 後期計画
2009年度から2020年度までの12か年を3期に分けて、前期計画で建て替え工事がおこなわれなかった棟について建て替え工事がおこなわれることになっている。

## 施設

### 保育園
- 北区立桐ケ丘保育園（一丁目）
- 社会福祉法人日の基社会事業団日の基保育園（一丁目）

※北区立桐ケ丘南保育園の所在地は赤羽西五丁目である。

### 医療
- 医療法人財団 大橋病院（一丁目）
- 桐ヶ丘歯科クリニック（一丁目）
- アサヒ整骨院（一丁目）
- かみのがわ接骨院（一丁目）

※桐ヶ丘団地診療所の所在地は赤羽台三丁目である。
※桐ヶ丘医院、桐ヶ丘整骨院の所在地は赤羽北三丁目である。

### 郵便局・金融機関
- 北桐ケ丘郵便局（二丁目）
- 城北信用金庫赤羽西口支店桐ヶ丘出張所（一丁目）

### 公園
- 桐ヶ丘中央公園（一丁目・二丁目）

### その他公共施設
- 北区桐ケ丘ふれあい館（二丁目）
- 北区桐ケ丘地域振興室（二丁目）
- 北区桐ケ丘プール（一丁目）

※北区立桐ケ丘体育館の所在地は赤羽台三丁目である。

### その他
- 桐ヶ丘中央商店街（一丁目）

## 教育機関
- 北区立桐ケ丘郷小学校（一丁目）
- 北区立桐ケ丘中学校（二丁目）

※東京都立桐ヶ丘高等学校の所在地は赤羽北三丁目である。
※筑波大学附属桐が丘特別支援学校の所在地は板橋区小茂根二丁目である。

## 行事
- 盆踊り：毎年夏、各自治会が主体となって数カ所で開催。
- 団地祭：毎年9月、各自治会が主体となって開催。
- 桐ケ丘健康まつり：毎年10月、同実行委員会の主催で開催。模擬店、地元の芸能サークルなどによるステージ発表、福引き抽選会などがおこなわれる。
- 桐ケ丘バザー：毎年12月、同実行委員会の主催で開催。食品や花などの模擬店のほか住民から提供された日用品などが販売される。収益の一部は北区社会福祉協議会の歳末たすけあいに寄付される。
- 桐ケ丘朝市：毎月第一日曜日の7時から9時、桐ケ丘中央商店街で開催。

## その他

### 日本郵便
- 郵便番号 : 115-0054[3]（集配局 : 赤羽郵便局[18]）。